# Circuit de Dieppe
Circuit de Dieppe war der Name zweier Motorsport-Rennstrecken in der Nähe von Dieppe im Département Seine-Maritime in Frankreich.

## Geschichte

### Erster Circuit de Dieppe
Der erste Circuit de Dieppe (auch Circuit de la Seine-Inférieure) bildete über eine Länge von 76,988 km ein Dreieck zwischen den Städten Neuville-lès-Dieppe, Londinières und Eu über Envermeu, Douvrend, Fresnoy-Folny, Sept-Meules, Criel-sur-Mer und Saint-Martin-en-Campagne.
Auf diesem Straßenrennstreckenkurs fand dreimal der Grand Prix de l’Automobile Club de France statt – 1907, 1908 und 1912.

### Zweiter Circuit de Dieppe
Auf dieser 8,07 km langen Rennstrecke südlich von Dieppe in Saint-Aubin-sur-Scie fanden von 1929 bis 1935 sieben Grands Prix statt. Die Strecke führte um das Gelände des Flughafens Aerodrome de Dieppe - Saint-Aubin sowie durch die Ortschaft Saint-Aubin und wurde unabhängig vom Verlauf des früheren Circuit de la Seine-Inférieure angelegt. 